# Leto

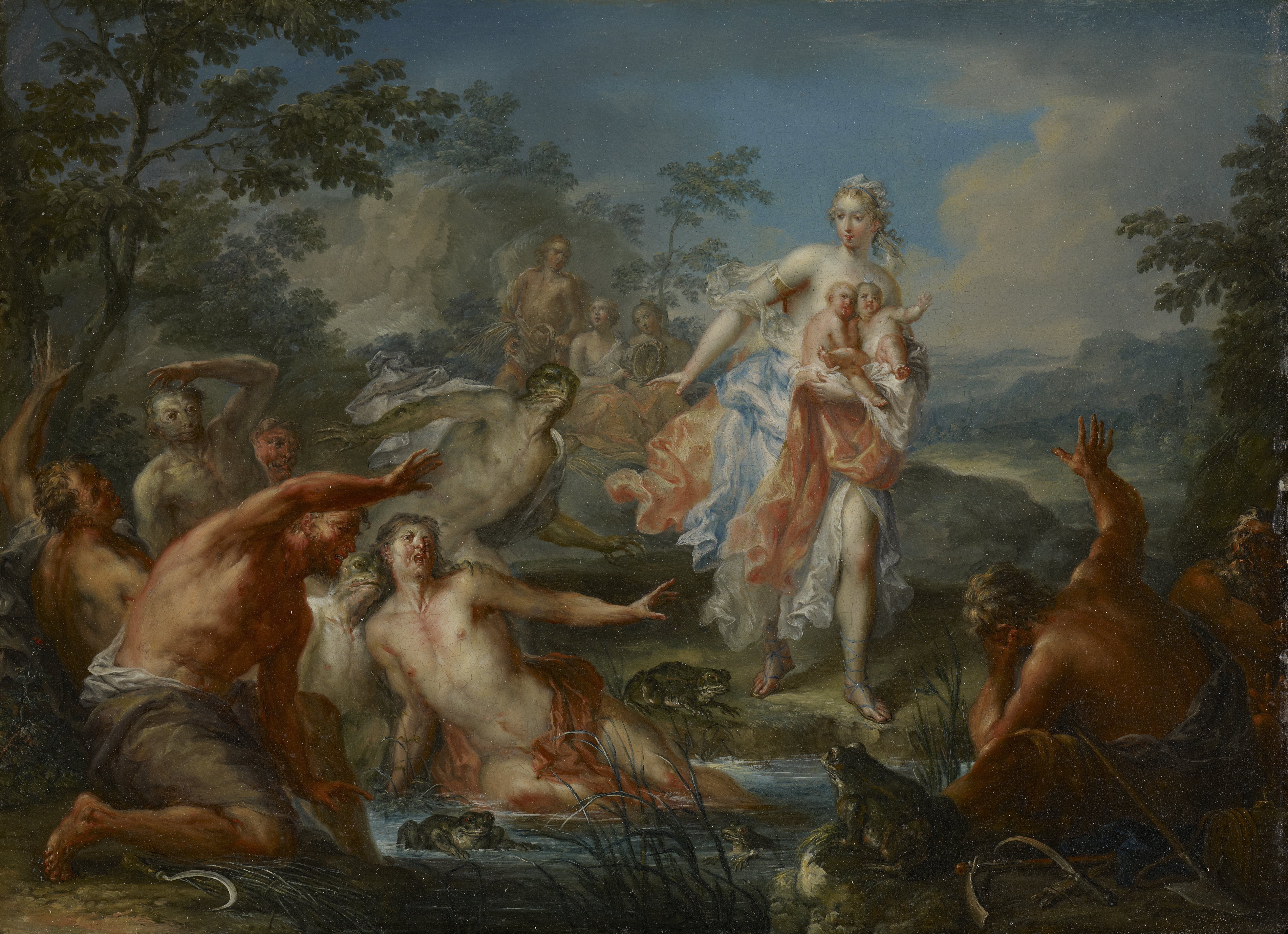
Johann Georg Platzer (1704-1761): Latona convierte en ranas a los campesinos licios (hacia 1730).

En la mitología griega, Leto (en griego antiguo: Λητώ, Lētṓ) es una hija de los titanes Ceo y Febe—se la denomina con el patronímico de Ceide o Ceántide— y, en el panteón olímpico, madre con Zeus de los mellizos Apolo y Artemisa.
En la Teogonía es enumerada como una de las esposas de Zeus, siendo esta la sexta y anterior a Hera. Se dice que Leto de azulado peplo, siempre dulce, benévola con hombres y dioses inmortales, y dulce desde su origen, era la más amable dentro del Olimpo. En las rapsodias órficas se nos dice aparentemente que Leto fue la madre de Hécate. Un fragmento de Esquilo parece dar a entender que Leto fue la madre de Selene, y que Zeus fue el padre; y en las fuentes latinas se dice que Luna era hija de Latona.
Cuando los dioses se enfrentaron entre ellos tras escoger un bando durante la guerra de Troya, Leto apoyó al bando troyano y se enfrentó a Hermes armada con su arco y sus flechas, pero el propio Hermes se retiró de la batalla, pues se negaba a combatir contra una de las esposa de Zeus. Con respecto a ese enfrentamiento, algunos filósofos disertan acerca de su nombre, en un juego de palabras etimológico, y dicen que Leto pudiera provenir acaso de letho, esto es «olvido», como opuesto de Hermes, la palabra o memoria.
Cuando Tifón decidió atacar el Olimpo Leto huyó, como la mayoría de dioses, pero esta decidió tomar la forma de musaraña. También se describe a Leto luchando contra los gigantes durante la Gigantomaquia, como aparece representada en el altar de Pérgamo. Leto y Apolo criaron personalmente a Carneo, un profeta e hijo de Zeus y Europa. Las súplicas de Leto evitaron que Zeus sumiera en el Tártaro a Apolo, pues éste, encolerizado por la muerte de Asclepio, se había atrevido a matar a los Cíclopes, asistentes de Zeus.

## Adoración
En Creta, en la ciudad de Dreros, el arqueólogo griego Spyridon Marinatos excavó en 1935 un templo de hogar del siglo VIII a. C. en el que halló tres estatuillas de culto de la tríada apolínea: Apolo, Artemisa y Leto. La estatuilla de Leto fue realizada en el estilo orientalizante temprano de finales del siglo VIII a. C. (o bien hacia el 650 a. C.), usando la técnica del sphyrelaton: martillando láminas de bronce sobre un núcleo de madera que les daba forma. Tiene 40 o 45 cm, y posee un cuerpo y vestido de estilo geométrico que anticipa ya el estilo dedálico. Walter Burkert señala en Religión griega que en Festos aparece relacionada con un rito de iniciación.
Leto era la diosa principal de la Licia anatolia. Su santuario, el Letoon cerca de Janto, unía la confederación licia de ciudades-estado. La gente de Cos también reclamaba a Leto como suya.
Una medida de una diosa Leto tan primordial puede reconocerse en su padre titán, cuyo nombre, «Ceo», lo vincula con la esfera del cielo de polo a polo; y su madre, cuyo nombre, «Febe», es precisamente el epíteto «pura» y «purificadora» de la luna llena.

## Nacimiento de Artemisa y Apolo
Zeus había intentado violar a la hermana de Leto, Asteria, que se había escapado transformándose en codorniz, arrojándose al mar y convirtiéndose en la isla flotante Ortigia.
Hera persiguió a Leto y logró que nadie la acogiera salvo la isla de Ortigia (Asteria) que estaba desierta. Trató Hera de impedir el nacimiento prohibiendo a su hija Ilitía, diosa de los partos, que la atendiera. Cuando ya tenía Leto un retraso de nueve días, conmovieron sus dolores a los dioses, que hicieron que naciera primero Artemisa para ayudar a su madre en el alumbramiento de Apolo.
La isla Ortigia quedó fijada al fondo con cuatro columnas, y cambió su nombre por el de Delos, que significa "brillante"(por Apolo, dios de la luz).
Pitón, hijo de Gea, persiguió a Leto para matarla, puesto que su destino era que moriría a causa del parto, pero no lo consiguió y cuatro días después de nacer, Apolo mató a la serpiente con sus flechas.
Apolo y Artemisa fueron grandes protectores de su madre, y mataron al gigante Ticio por intentar violarla. 
También la defendieron de las burlas de Níobe, esposa de Anfión, con el que había tenido siete hijos varones y siete mujeres, y se burlaba de Leto por su escasa descendencia. Níobe fue castigada a ver morir por las flechas de Apolo y Artemisa a todos sus hijos salvo Cloris.
Leto, después de dar a luz a Apolo y a Ártemis en la isla de Asteria, llegó a Licia para llevar a sus hijos a los baños del Janto. No bien hubo llegado a aquella tierra, halló en su camino la fuente Mélite y sintió deseos de bañar en sus aguas a los niños, antes de llegar al Janto. Pero unos boyeros la expulsaron de allí, para que sus bueyes pudieran beber; Leto abandonó, entonces, la fuente Mélite y se alejó del lugar. Saliéronle al paso unos lobos, que dieron, al verla, muestras de contento y, sirviéndole de guía, la condujeron hasta el río Janto. Leto bebió del agua, bañó a sus hijos y consagró el Janto a Apolo. Y, al país que hasta entonces se llamaba Tremílide, lo denominó Licia, en recuerdo de los lobos que le habían mostrado el camino. Más tarde, volvió de nuevo a la fuente, para imponer un castigo a los boyeros que la habían expulsado de allí. En ese momento, estaban ellos todavía al pie de la fuente para bañar a los bueyes; Leto los transformó a todos en ranas, y, golpeándoles con una piedra rugosa la espalda y los hombros, los precipitó a todos al interior de la fuente y los hizo vivir en el agua. Y, todavía hoy, croan a la orilla de los ríos y de las lagunas.